# Jan Jozef Horemans il Vecchio
Jan Jozef Horemans il Vecchio (Anversa, 1682 – Anversa, 1759) è stato un pittore fiammingo di quadri di genere.

## Biografia
Allievo dei pittori Jan van Pee e Michiel Frans van der Voort, nel 1706 entrò a far parte della Gilda di San Luca di Anversa come allievo dello stesso van der Voort, che in seguito divenne suo suocero (ne sposò la figlia, Maria-Francisca).
Tra i suoi allievi si ricordano il fratello minore Peter Jacob e il figlio Jan Jozef (detto il Giovane, per distinguerlo dal padre), che divenne un apprezzato pittore.

## Stile
Noto per scene di genere, allegorie storiche e ritratti, produsse anche un gran numero di piccole immagini aneddotiche eseguite nella tradizione dei pittori fiamminghi del XVII secolo.
La sua tavolozza tendeva ai colori piuttosto scuri: fu per questo che venne soprannominato Il Bruno (o Lo Scuro), anche per distinguerlo da suo figlio, detto Il Chiaro, che invece adoperava una tavolozza più chiara.
Di notevole successo sul mercato d'arte dell'epoca, Jan Jozef Horemans fu il principale cronista della vita quotidiana d'Anversa nella prima metà del XVIII secolo, presentando vividi ed acuti resoconti di vita in case private, locande e cortili, tuttavia spesso eseguiti con una certa rigidità.

## Galleria d'immagini

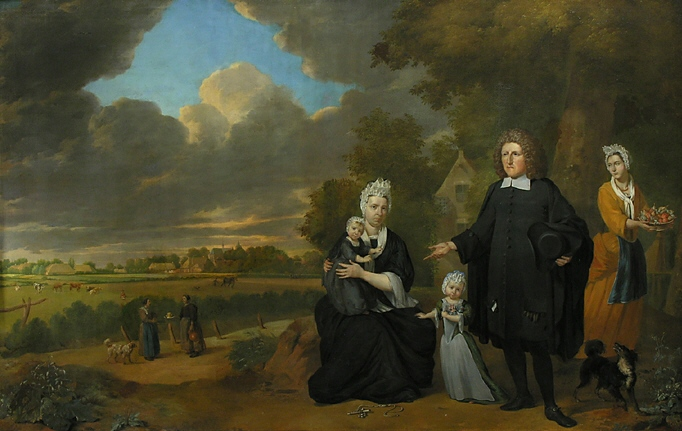
Famiglia calvinista
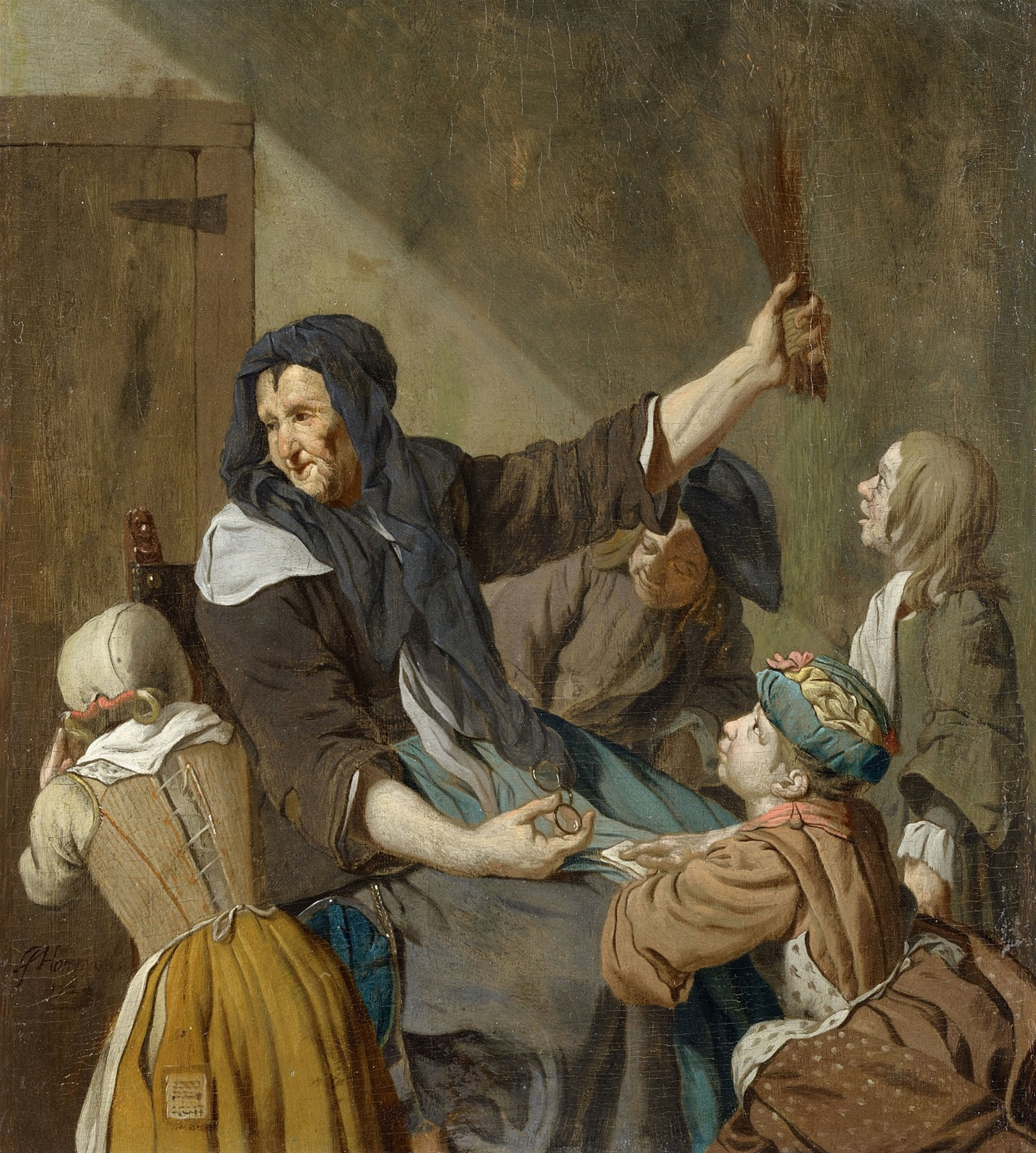
La lezione
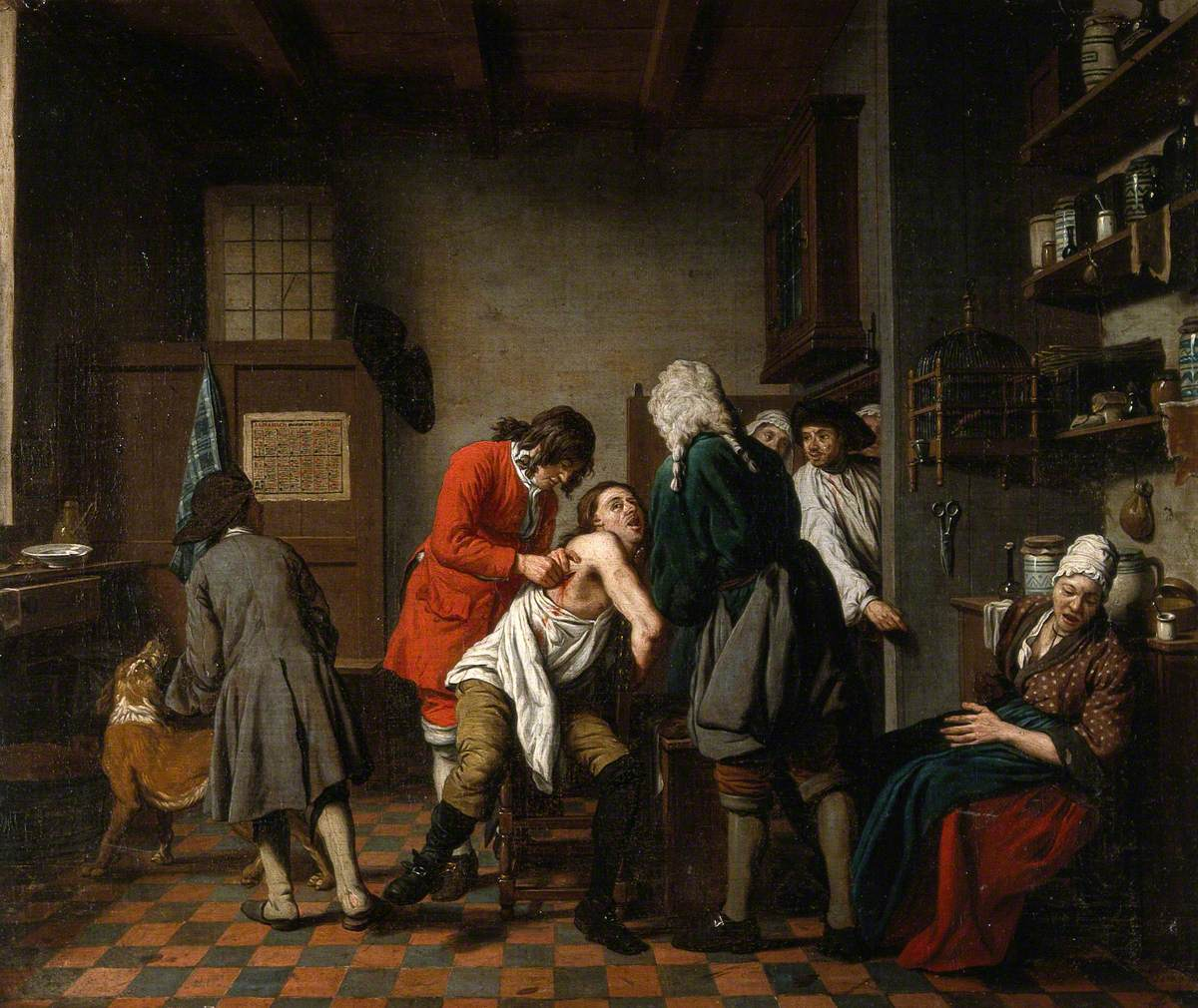
Il chirurgo
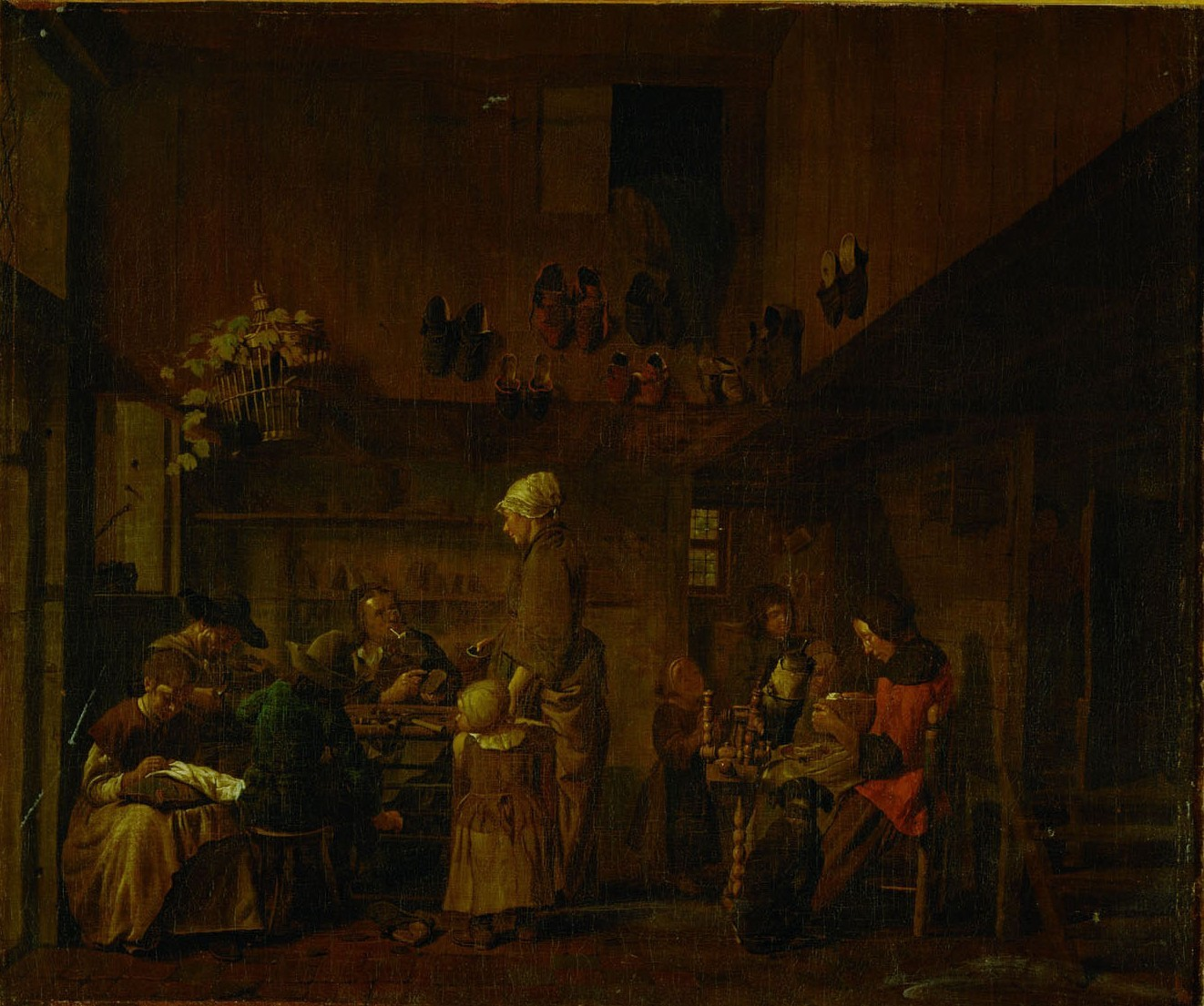
Dal calzolaio